# 宇佐美魚目
宇佐美 魚目（うさみ ぎょもく、1926年9月14日 - 2018年10月19日）は、愛知県出身の俳人、書家。本名は和男。名古屋市生まれ、愛知県第一中学校卒。19歳のとき父・野生の勧めで俳句をはじめ、翌年より「ホトトギス」に投句、高濱虚子、橋本鶏二に師事。また「牡丹」「桐の葉」でも学ぶ。1954年、愛知県愛知郡鳴海町（現、名古屋市緑区鳴海町）にて書道塾を開く。書は武市秀峰に師事。蜻蛉会、舟上会主宰（幹事長:宮川一水）。「桐の花」「鷹」「雪」を経て、1957年に鶏二の「年輪」創刊に参加、編集を担当。また野見山朱鳥に兄事。1958年、第1回年輪賞、第1回四誌連合会賞受賞。1963年、波多野爽波の「青」同人参加。1984年、大峯あきら、岡井省二らと「晨」を創刊、二人とともに代表同人を務める。1990年、中日俳壇選者。1998年、愛知県芸術文化選奨受賞。代表句に「最澄の瞑目つづく冬の畦」「雪兎きぬずれを世にのこしたる」などがあり、骨格な確かな写生に幻想味を加えた句風を持つ。現代俳句協会会員。

## 著書
- 句集『崖』　近藤書店、1959年
- 句集『秋収冬蔵』　永田書房、1975年
- 句集『天地存問』　角川書店、1980年
- 句集『紅爐抄』　本阿弥書店、1985年
- 句集『草心』　角川書店、1989年
- 『宇佐美魚目作品集』　本阿弥書店、1990年

『崖』から『草心』まで5句集を収録した全句集。
- 『花神コレクション〈俳句〉 宇佐美魚目』　花神社、1996年

『崖』を完全収録のほか、自選500句、初句索引・季題別索引を付した選集。
- 句集『薪水』　花神社、1996年
- 句集『松下童子』　本阿弥書店、2010年
- 『魚目句集』　青磁社、2013年

『崖』から『松下童子』まで7句集を収録した全句集。